# Lilla sjö (Vittsjö socken, Skåne)
Lilla sjö är en sjö i Hässleholms kommun i Skåne och ingår i Helge ås huvudavrinningsområde. Sjön är 2,3 meter djup, har en yta på 0,0835 kvadratkilometer och är belägen 102,3 meter över havet. Vid provfiske har bland annat abborre, braxen, gers och gädda fångats i sjön.

## Delavrinningsområde
Lilla sjö ingår i det delavrinningsområde (624525-136218) som SMHI kallar för Utloppet av Gängessjön. Medelhöjden är 120 meter över havet och ytan är 20,24 kvadratkilometer. Räknas de 3 avrinningsområdena uppströms in blir den ackumulerade arean 80,68 kvadratkilometer. Vieån (Osbäcken) som avvattnar avrinningsområdet har biflödesordning 2, vilket innebär att vattnet flödar genom totalt 2 vattendrag innan det når havet efter 110 kilometer. Avrinningsområdet består mestadels av skog (64 procent), jordbruk (11 procent) och sankmarker (14 procent). Avrinningsområdet har 0,66 kvadratkilometer vattenytor vilket ger det en sjöprocent på 3,3 procent.

## Fisk
Vid provfiske har följande fisk fångats i sjön:
- Abborre
- Braxen
- Gärs
- Gädda
- Mört
- Sarv
- Sutare